# Кибасово
Киба́сово  — село в Шилкинском районе Забайкальского края. Входит в сельское поселение «Мирсановское».
Непосредственно примыкает к северо-восточной окраине города Шилка.

## История
С 1865 года известно как деревня Кибасово, состоящая из 33 дворов.
Первоначально село располагалось на правом берегу реки Шилки, но из-за неудобного расположения, было перенесено на нынешнее место.
Площадь территории Кибасово в связи с реализацией генерального плана составит 0,60 км².

## Население
| 2010 | 2021 |
| ---- | ---- |
| 185  | ↘157 |

Также в 1989 году — 237 чел., в 2002 году — 227 чел.

## География
Основной планировочной осью н.п. Кибасово — ул. Клубная.
В селе пять улиц: Новая, Клубная, Средняя, Школьная, Заречная. Всего по н.п. — 4,7 км.
В Кибасово примерно 50 % территории не используется в какой-либо деятельности и образует рекреационный потенциал территории, который может быть в дальнейшем без ущерба для окружающей среды использован в любых градостроительных целях.
Площадь под объектами малоэтажной жилой застройки составляет 35,66 % от общей площади.
Площади под объектами общественно-делового назначения составляет около 0,66 % от общей площади.
Площади, используемые в хозяйственных целях, составляют 7,6 % территории.
Ландшафтно-рекреационная территория составляет 1,6 % территории Кибасово.

## Инфраструктура
Имеется сельский клуб на 50 мест, школа, магазин.
Севернее границ населенного пункта Кибасово (на расстоянии 600 м, к дороги с
улучшенным покрытием) расположено кладбище площадью 0,018км², которое может
быть расширено, полигон ТБО.